# Zezam
I april 2008 lancerede Danske Spil Zezam. Det er en række spil, hvor man enten kan vælge at spille alene mod Danske Spil eller i et fællesspil mod andre spillere. 
For fællesspillene gør det sig gældende, at spillene bliver afgjort af den enkelte spillers handlinger og valg undervejs.
Der er fire forskellige fællesspil:
- Yatzy: Den spiller eller de spillere der har fået flest point, når spillet afsluttes vinder. Yatzy kan spilles med både 5- terning og 6- terning.

- Whist: Den spiller eller de spillere der har fået flest point, når spillet afsluttes vinder.

- Hjerterfri: Når en spiller får over 100 point, vinder den eller de spillere der har færrest point. Hjerterfri kan spilles til 100 point eller som én runde.

- Ludo: Den spiller der først får sine brikker hjem vinder spillet. Ludo kan spilles med Ludo-terning eller med almindelig terning.

## Solospil
Solospillene kom først på banen i november 2008. Det handler for spilleren om at få tre matchende symboler for at vinde. Der er følgende solospil:
- Slå tre ens
- Jockey
- Automaten
- Juveljagt
- UFO
- Ordleg
- Æggejagt
- Guldvulkanen